# Octombrie 1996
Kygo
Acest articol este generat integral pe baza informațiilor din articolul 1996 și este actualizat periodic de un robot.
 Editările făcute în articol vor fi șterse la următoarea actualizare! Dacă doriți să faceți modificări, editați articolul-sursă.

ianuarie -
februarie -
martie -
aprilie -
mai -
iunie -
iulie -
august -
septembrie -
octombrie -
noiembrie -
decembrie
Octombrie 1996 a fost a zecea lună a anului și a început într-o zi de marți.

## Evenimente
- 2 octombrie: Senatul a adopta (88 voturi pentru, 2 abțineri, 6 voturi împotrivă) proiectul de Lege privind declararea și controlul averii demnitarilor, magistraților, funcționarilor publici și unor persoane cu funcții de conducere. Această lege îi obligă pe cei vizați să depună la începutul și la sfârșitul fiecărui mandat declarații amănunțite în legătură cu averea lor și a familiilor lor.
- 3 octombrie: S-a încheiat termenul de depunere la BEC a candidaturilor pentru Președinția României. S-au înregistrat 16 candidaturi: Ion Iliescu (PDSR), Constantin Niculescu (Partidul Național al Automobiliștilor), Adrian Păunescu (PSM.), Emil Constantinescu (CDR.), Constantin Mudava (independent), Tudor Mohora (PS), Corneliu Vadim Tudor (PRM), Gyorgy Frunda (UDMR), Gheorghe Funar (PUNR), Nicolae Manolescu (ANL), Petre Roman (USD), Ioan Pop De Popa (UNC), Radu Câmpeanu (ANLE), Nuțu Anghelina (independent), Nicolae Militaru (independent), George Muntean (Partidul Pensionarilor).
- 11 octombrie: Postul de televiziune Antena 1 publică un sondaj coordonat de șeful catedrei de statistică de la A.S.E.: Emil Constantinescu -31,7%; Petre Roman - 28,2%; Ion Iliescu - 24,2%; Corneliu Vadim Tudor - 4,4%; Gheorghe Funar -2,8%; Nicolae Manolescu - 2,3%; Ioan Pop De Popa - 2,2%; Gyorgy Frunda - 1,2%; Tudor Mohora - 1,1%; Adrian Păunescu -1,1%.[1]
- 19 octombrie:  Un alt sondaj efectuat de IMAS la comanda ProTV arată următoarele rezultate: Ion Iliescu - 31,9%; Emil Constantinescu - 27,2%; Petre Roman - 21,9%; Gyorgy Frunda - 5%, Corneliu Vadim Tudor - 3,2%; Gheorghe Funar - 2,2%; Ioan Pop De Popa - 2%; Nicolae Manolescu - 1,9%; Adrian Păunescu - 1,5%; Tudor Mohora - 1,2%;  Radu Câmpeanu - 1%.[1]
- 13 octombrie: Damon Hill câștigă singurul său titlu mondial la Formula 1.
- 22 octombrie: Sever Mureșan, omul de afaceri care datorează băncii Dacia Felix aproape 1.200 miliarde de lei, a fost audiat la Direcția Cercetări Penale a Inspectoratului General al Poliției.
- 28 octombrie: Palatul Camerei Deputaților este trecut de guvernul Văcăroiu (PSDR) în administrarea Bisericii Ortodoxe Române.

## Nașteri
- 8 octombrie: Sara Sorribes Tormo, jucătoare de tenis spaniolă
- 8 octombrie: Malcom Edjouma, fotbalist francez
- 11 octombrie: Rhea Ripley, luptătoare profesionistă de wrestling australiană
- 14 octombrie: Kwon Oh Min, actor sud-coreean
- 14 octombrie: Kwon Oh-min, actor sud-coreean
- 17 octombrie: Lewis Capaldi, cântăreț și compozitor scoțian
- 22 octombrie: B.I (Kim Han-Bin), rapper sud-coreean
- 24 octombrie: Océane Dodin, jucătoare franceză de tenis
- 31 octombrie: Leonid Carp, canoist român

## Decese
Alexandru Andrițoiu, 66 ani, poet român (n. 1929)
Masaki Kobayashi, 80 ani, regizor japonez de film (n. 1916)
Aurel Leon, 85 ani, jurnalist român (n. 1911)
Lars Ahlfors, 89 ani, matematician finlandez (n. 1907)
William Vickrey, economist canadian (n. 1914)
René Lacoste, 92 ani, jucător francez de tenis și producător de vestimentație sportivă (n. 1904)
Oleg Danovski, 79 ani, balerin și coregraf român (n. 1917)
Romica Puceanu (n. Rada Puceanu), 68 ani, solistă de muzică lăutărească de etnie romă (n. 1927)
Ennio De Giorgi, 68 ani, matematician italian (n. 1928)
Vladimir Juravle (n. Vladimir Gheorghiu), 55 ani, actor român de teatru și film (n. 1941)
Charlotte Jay (n. Geraldine Halls), 76 ani, scriitoare australiană (n. 1919)
Constantin Crișan, 56 ani, scriitor român (n. 1939)
John Young, actor britanic (n. 1916)